# Euskal Bizikleta 1999
La Euskal Bizikleta 1999, trentesima edizione della corsa, si svolse in cinque tappe dal 26 maggio al 30 maggio 1999 per un percorso di 793,1 km. Fu vinta dallo spagnolo David Etxebarria, che terminò in 20h43'40". La gara era classificata di categoria 2.1.

## Tappe
| Tappa  | Data      | Percorso                               | km    | Vincitore di tappa | Leader cl. generale |
| ------ | --------- | -------------------------------------- | ----- | ------------------ | ------------------- |
| 1ª     | 26 maggio | Eibar > Villabona                      | 156   | Valerio Tebaldi    | Valerio Tebaldi     |
| 2ª     | 27 maggio | Villabona > Muxika                     | 187   | Ellis Rastelli     | Valerio Tebaldi     |
| 3ª     | 28 maggio | Gernika > Gernika                      | 148   | Fernando Escartín  | David Etxebarria    |
| 4ª-1ª  | 29 maggio | Murgia > Abadianoro                    | 118   | Giovanni Lombardi  | David Etxebarria    |
| 4ª-2ª  | 29 maggio | Elorrio > Abadiano (cron. individuale) | 12,1  | Abraham Olano      | David Etxebarria    |
| 5ª     | 30 maggio | Instalaciones ETB > Arrate (Eibar)     | 172   | Fernando Escartín  | David Etxebarria    |
| Totale | Totale    | Totale                                 | 793,1 |                    |                     |

## Squadre e corridori partecipanti
Le 17 squadre partecipanti alla gara furono:
| N.    | Cod. | Squadra                          |
| ----- | ---- | -------------------------------- |
| 1-8   | ONC  | ONCE-Deutsche Bank               |
| 11-18 | TEL  | Team Deutsche Telekom            |
| 21-28 | BAN  | Banesto                          |
| 31-38 | MER  | Mercatone Uno-Bianchi            |
| 41-48 | KEL  | Kelme-Costa Blanca               |
| 51-58 | LOT  | Lotto-Mobistar                   |
| 61-68 | COF  | Cofidis, le Crédit par Téléphone |
| 71-78 | EUS  | Euskaltel-Euskadi                |
| 81-86 | SAE  | Saeco-Cannondale                 |

| N.      | Cod. | Squadra                               |
| ------- | ---- | ------------------------------------- |
| 91-98   | AMI  | Amica Chips-Costa de Almería          |
| 101-108 | VIT  | Vitalicio Seguros                     |
| 111-118 | LIQ  | Liquigas                              |
| 121-128 | CTA  | Cantina Tollo-Alexia Alluminio Italia |
| 131-138 | FUE  | Fuenlabrada-Cafés Toscaf              |
| 141-148 | MDN  | Mobilvetta-Northwave                  |
| 151-154 | REL  | Vini Caldirola-Sidermec               |
| 161-167 | HOM  | Home Market-Ville de Charleroi        |

## Dettagli delle tappe

### 1ª tappa
- 26 maggio: Eibar > Villabona – 156 km

Risultati
| Pos. | Corridore       | Squadra              | Tempo    |
| ---- | --------------- | -------------------- | -------- |
| 1    | Valerio Tebaldi | Mobilvetta-Northwave | 3h43'22" |
| 2    | Ellis Rastelli  | Liquigas             | a 6"     |
| 3    | Alberto Elli    | Deutsche Tel.        | s.t.     |

| Pos. | Corridore       | Squadra              | Tempo    |
| ---- | --------------- | -------------------- | -------- |
| 1    | Valerio Tebaldi | Mobilvetta-Northwave | 3h43'22" |
| 2    | Ellis Rastelli  | Liquigas             | a 6"     |
| 3    | Alberto Elli    | Deutsche Tel.        | s.t.     |

### 2ª tappa
- 27 maggio: Villabona > Muxika – 187 km

Risultati
| Pos. | Corridore          | Squadra  | Tempo    |
| ---- | ------------------ | -------- | -------- |
| 1    | Ellis Rastelli     | Liquigas | 5h09'48" |
| 2    | Giancarlo Raimondi | Liquigas | s.t.     |
| 3    | Geert Verheyen     | Lotto    | s.t.     |

| Pos. | Corridore        | Squadra              | Tempo    |
| ---- | ---------------- | -------------------- | -------- |
| 1    | Valerio Tebaldi  | Mobilvetta-Northwave | 8h53'10" |
| 2    | Ellis Rastelli   | Liquigas             | a 6"     |
| 3    | David Etxebarria | ONCE                 | s.t.     |

### 3ª tappa
- 28 maggio: Gernika > Gernika – 148 km

Risultati
| Pos. | Corridore         | Squadra | Tempo    |
| ---- | ----------------- | ------- | -------- |
| 1    | Fernando Escartín | Kelme   | 4h03'38" |
| 2    | David Etxebarria  | ONCE    | s.t.     |
| 3    | Manuel Beltrán    | Banesto | a 2"     |

| Pos. | Corridore             | Squadra   | Tempo     |
| ---- | --------------------- | --------- | --------- |
| 1    | David Etxebarria      | ONCE      | 12h56'54" |
| 2    | Unai Osa              | Banesto   | a 16"     |
| 3    | José Alberto Martínez | Euskaltel | a 21"     |

### 4ª tappa-1ª semitappa
- 29 maggio: Murgia > Abadiano – 118 km

Risultati
| Pos. | Corridore          | Squadra       | Tempo    |
| ---- | ------------------ | ------------- | -------- |
| 1    | Giovanni Lombardi  | Deutsche Tel. | 2h48'09" |
| 2    | Giancarlo Raimondi | Liquigas      | s.t.     |
| 3    | Andrej Čmil        | Lotto         | s.t.     |

| Pos. | Corridore             | Squadra   | Tempo     |
| ---- | --------------------- | --------- | --------- |
| 1    | David Etxebarria      | ONCE      | 15h45'03" |
| 2    | Unai Osa              | Banesto   | a 16"     |
| 3    | José Alberto Martínez | Euskaltel | a 21"     |

### 4ª tappa-2ª semitappa
- 29 maggio: Elorrio > Abadiano – Cronometro individuale – 12,1 km

Risultati
| Pos. | Corridore             | Squadra        | Tempo  |
| ---- | --------------------- | -------------- | ------ |
| 1    | Abraham Olano         | ONCE           | 17'16" |
| 2    | Álvaro González de G. | Vitalicio Seg. | a 7"   |
| 3    | David Etxebarria      | ONCE           | a 14"  |

| Pos. | Corridore             | Squadra   | Tempo     |
| ---- | --------------------- | --------- | --------- |
| 1    | David Etxebarria      | ONCE      | 16h02'33" |
| 2    | José Alberto Martínez | Euskaltel | a 36"     |
| 3    | Unai Osa              | Banesto   | a 1'09"   |

### 5ª tappa
- 30 maggio: Instalaciones ETB > Arrate – 172 km

Risultati
| Pos. | Corridore         | Squadra   | Tempo    |
| ---- | ----------------- | --------- | -------- |
| 1    | Fernando Escartín | Kelme     | 4h40'52" |
| 2    | Roland Meier      | Cofidis   | s.t      |
| 3    | Roberto Laiseka   | Euskaltel | s.t.     |

| Pos. | Corridore             | Squadra   | Tempo     |
| ---- | --------------------- | --------- | --------- |
| 1    | David Etxebarria      | ONCE      | 20h43'40" |
| 2    | José Alberto Martínez | Euskaltel | a 36"     |
| 3    | Unai Osa              | Banesto   | a 1'22"   |

## Evoluzione delle classifiche
| Tappa              | Vincitore          | Classifica generale | Classifica a punti | Classifica scalatori   | Classifica mete volanti | Classifica a squadre |
| ------------------ | ------------------ | ------------------- | ------------------ | ---------------------- | ----------------------- | -------------------- |
| 1ª                 | Valerio Tebaldi    | Valerio Tebaldi     | Valerio Tebaldi    | Maurizio Caravaggio    | Valerio Tebaldi         | Mobilvetta-Northwave |
| 2ª                 | Ellis Rastelli     | Valerio Tebaldi     | Valerio Tebaldi    | Maurizio Caravaggio    | Valerio Tebaldi         | Mobilvetta-Northwave |
| 3ª                 | Fernando Escartín  | David Etxebarria    | David Etxebarria   | Ramón Gonzalez Arrieta | Ramón Gonzalez Arrieta  | Euskaltel-Euskadi    |
| 4ª-1ª              | Giovanni Lombardi  | David Etxebarria    | David Etxebarria   | Ramón Gonzalez Arrieta | Ramón Gonzalez Arrieta  | Euskaltel-Euskadi    |
| 4ª-2ª              | (Abraham Olano     | David Etxebarria    | David Etxebarria   | Ramón Gonzalez Arrieta | Ramón Gonzalez Arrieta  | Euskaltel-Euskadi    |
| 5ª                 | Fernando Escartín  | David Etxebarria    | David Etxebarria   | Ramón Gonzalez Arrieta | Javier Llorente         | Euskaltel-Euskadi    |
| Classifiche finali | Classifiche finali | David Etxebarria    | David Etxebarria   | Ramón González Arrieta | Javier Llorente         | Euskaltel-Euskadi    |

## Classifiche finali

### Classifica generale
| Pos. | Corridore             | Squadra        | Tempo     |
| ---- | --------------------- | -------------- | --------- |
| 1    | David Etxebarria      | ONCE           | 20h43'40" |
| 2    | José Alberto Martínez | Euskaltel      | a 36"     |
| 3    | Unai Osa              | Banesto        | a 1'11"   |
| 4    | Fernando Escartín     | Kelme          | a 2'13"   |
| 5    | Manuel Beltrán        | Banesto        | a 2'53"   |
| 6    | Roberto Laiseka       | Euskaltel      | a 2'58"   |
| 7    | Roland Meier          | Cofidis        | a 2'59"   |
| 8    | Georg Totschnig       | Deutsche Tel.  | a 3'02"   |
| 9    | Ángel Casero          | Vitalicio Seg. | a 3'45"   |
| 10   | Txema del Olmo        | Euskaltel      | a 4'07"   |

### Classifica a punti
| Pos. | Corridore             | Squadra   | Punti |
| ---- | --------------------- | --------- | ----- |
| 1    | David Etxebarria      | ONCE      | 63    |
| 2    | Fernando Escartín     | Kelme     | 55    |
| 3    | Ellis Rastelli        | Liquigas  | 45    |
| 4    | Unai Osa              | Banesto   | 35    |
| 5    | José Alberto Martínez | Euskaltel | 32    |

### Classifica scalatori
| Pos. | Corridore              | Squadra       | Punti |
| ---- | ---------------------- | ------------- | ----- |
| 1    | Ramón González Arrieta | Euskaltel     | 26    |
| 2    | Bingen Fernández       | Euskaltel     | 23    |
| 3    | Eladio Jiménez         | Banesto       | 21    |
| 4    | Roland Meier           | Cofidis       | 16    |
| 5    | Michele Coppolillo     | Mercatone Uno | 15    |

### Classifica mete volanti
| Pos. | Corridore              | Squadra              | Punti |
| ---- | ---------------------- | -------------------- | ----- |
| 1    | Javier Llorente        | Kelme                | 7     |
| 2    | Marco Antonio Di Renzo | Cantina Tollo        | 7     |
| 3    | Ramón González Arrieta | Euskaltel            | 4     |
| 4    | Armin Meier            | Saeco                | 3     |
| 5    | Valerio Tebaldi        | Mobilvetta-Northwave | 3     |

### Classifica squadre
| Pos. | Squadra               | Tempo     |
| ---- | --------------------- | --------- |
| 1    | Euskaltel-Euskadi     | 62h17'23" |
| 2    | Banesto               | a 8'09"   |
| 3    | Mercatone Uno-Bianchi | a 11'53"  |
| 4    | Team Deutsche Telekom | a 14'27"  |
| 5    | Vitalicio Seguros     | a 17'40"  |